# James V. Hart
James V. Hart (Fort Worth (Texas), 1960) is een Amerikaans scenarist en schrijver. Hij kreeg in 1993 een Saturn Award voor zijn scenario voor de film Bram Stoker's Dracula en in 1998 ontving hij een Hugo Award voor het scenario van Contact. Hij schreef in 2005 ook het kinderboek Capt. Hook: The Adventures of a Notorious Youth.

## Filmografie (selectie)
Hart schreef van onderstaande films het scenario, tenzij anders aangegeven.
- Gimme an 'F' (1984)
- Hook (1991)
- Bram Stoker's Dracula (1992)
- Frankenstein (1994, verhaal)
- Muppet Treasure Island (1996)
- Contact (1997)
- Tuck Everlasting (2002)
- Lara Croft Tomb Raider: The Cradle of Life (2003, verhaal)
- Sahara (2005)
- August Rush (2007)